# RQ-7 Shadow
RQ-7A Shadow 200 — разведывательный БПЛА. Разработан компанией AAI Corporation (США). С апреля 2001 года проводились испытания и оценка проекта, и в конце 2002 года этот этап программы был успешно пройден.

## История
В марте 2004 года Армия США заказала 33 аппарата «Shadow 200». В августе 2004 года начал проходить испытания модернизированный вариант RQ-7B. 
Комплекс RQ-7A Shadow 200 противопоставляется авиационному беспилотному комплексу MQ-1 Предейтор, который дорог и требует аэродромного базирования.
Модификации Shadow 400 и Shadow 600 имеют двухкилевое вертикальное оперение и горизонтальный стабилизатор, Shadow 200 оснащён перевёрнутым V-образным хвостовым оперением. Крыло — съёмное и разборное для удобства транспортировки.
Основное различие между «Shadow 200», «… 400» и «… 600» — в области их применения. Комплекс «Shadow 200» предназначен для ведения разведки непосредственно в интересах командного пункта мотопехотной бригады. Комплекс Shadow 600 является наследником комплекса RQ-2 Pioneer. Оснащение включает в себя электронно-оптическую или инфракрасную камеру, радиолокатор с синтезированной апертурой или селекции движущихся целей, облегчённая аппаратура ретрансляции сигналов радиосвязи, целеуказатель (подсветка целей), лазерный дальномер, мультиспектральная камера. Возможна подвеска крылатой управляемой бомбы STM Phase II с лазерной ГСН и GPS, масса бомбы 5,4 кг, длина 56 см.

## Варианты и модификации
- RQ-7A Shadow 200

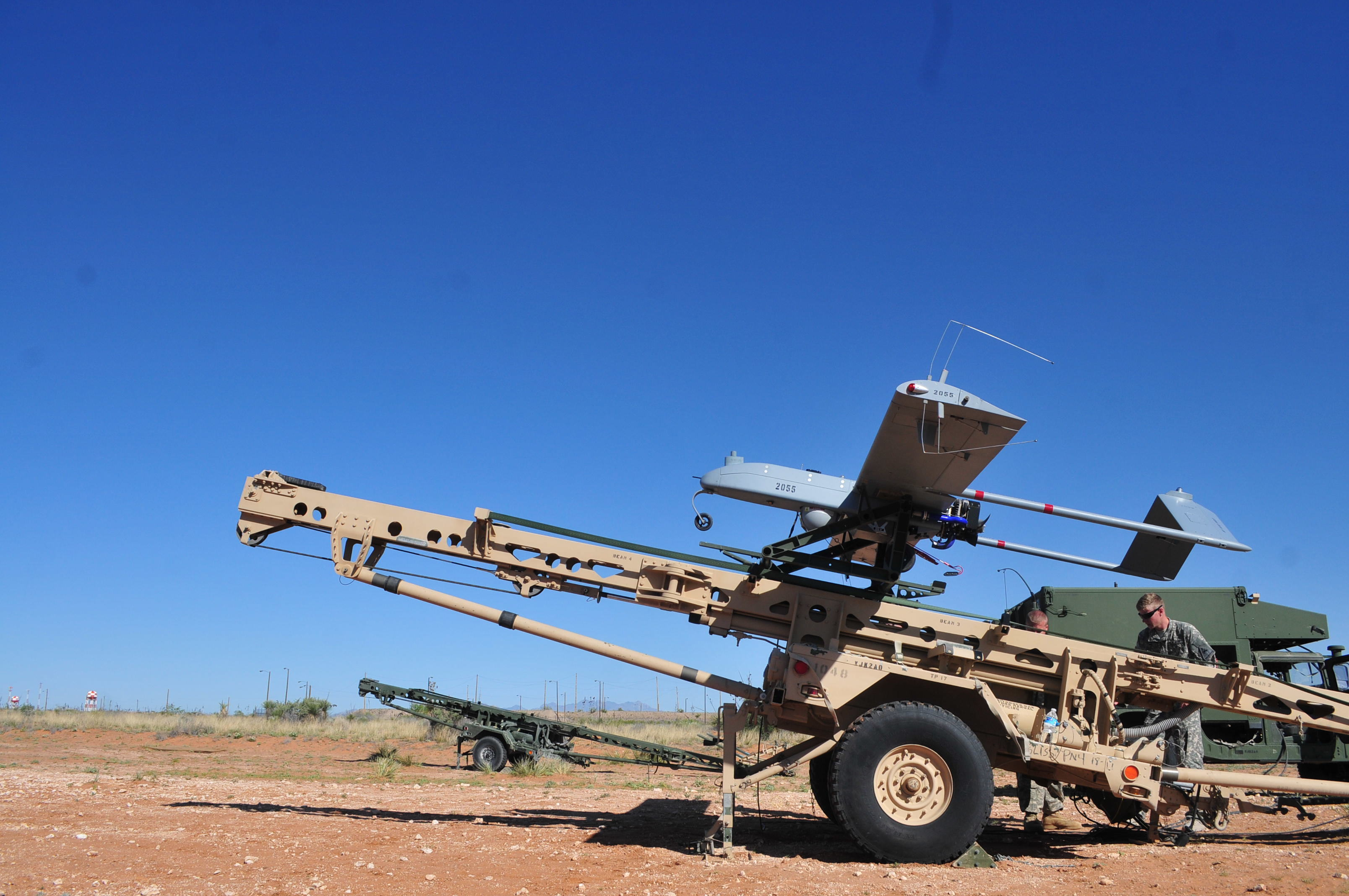
БПЛА «RQ-7B version 2 Shadow» и его катапультные пусковые установки авиабригады 1-й танковой дивизии на полигоне Макгрегор-Рейндж (McGregor Range) в Форт-Блисс 15 апреля 2015 года

- RQ-7B Shadow 400 - отличается удлинённым корпусом, увеличенной массой и большей продолжительностью полёта (до 7 часов). Предназначен для поддержки морских операций, может быть запущен как с корабля, так и с суши.
- Shadow 600

## Операторы
- Австралия — 10 RQ-7B Shadow 200 на 2016 год.[1]
- США — 236 RQ-7B на 2018 год.[2]
- Швеция — 8 RQ-7 Shadow (приняты на вооружение под наименованием UAV 03 Örnen)[3]
- Румыния — по меньшей мере 2 шт. на вооружении сил специальных операций Румынии[4][неавторитетный источник]

## Аварии и катастрофы
- 15 августа 2011 года в Афганистане, в районе военной базы "Sharana" беспилотный летательный аппарат RQ-7 «Shadow» столкнулся в воздухе с транспортным самолётом C-130, в результате БПЛА был уничтожен, а самолёт получил серьёзные повреждения и был вынужден совершить аварийную посадку[5].
- 3 апреля 2014 года — RQ-7 Национальной гвардии штата Пенсильвания потерпел крушение во время ночных учений в форте Индиантаун (штат Пенсильвания). Аппарат разбился, повредив запаркованный гражданский автомобиль, пострадавших не имелось[6].